# Major League Soccer 1997
Navigation
Édition précédente Édition suivante
La Major league Soccer 1997 est la deuxième saison de la Major League Soccer, le championnat professionnel de football (soccer) des États-Unis.
Deux places qualificatives pour la Coupe des champions de la CONCACAF 1998 sont attribuées aux finalistes du championnat.

## Les 10 franchises participantes

### Carte
| Rapids du Colorado Crew de Columbus D.C. United Burn de Dallas Wizards de Kansas City Galaxy de Los Angeles Mutiny de Tampa Bay Revolution MetroStars Clash de · San José |

| Association Ouest - Rapids du Colorado - Burn de Dallas - Wiz de Kansas City - Galaxy de Los Angeles - Clash de San José | Association Est - Crew de Columbus - D.C. United - MetroStars de New York/New Jersey - Revolution de la Nouvelle-Angleterre - Mutiny de Tampa Bay |

### Stades
| Rapids du Colorado | Crew de Columbus  | D.C. United          | Burn de Dallas   | Wizards de Kansas City |
| ------------------ | ----------------- | -------------------- | ---------------- | ---------------------- |
| Mile High Stadium  | Ohio Stadium      | RFK Memorial Stadium | Cotton Bowl      | Arrowhead Stadium      |
| Capacité: 76.273   | Capacité: 102.329 | Capacité: 46.000     | Capacité: 92.100 | Capacité: 81.425       |
|                    |                   |                      |                  |                        |

| Galaxy de Los Angeles | MetroStars de New York/New Jersey | Revolution de la Nouvelle-Angleterre | Clash de San José | Mutiny de Tampa Bay |
| --------------------- | --------------------------------- | ------------------------------------ | ----------------- | ------------------- |
| Rose Bowl             | Giants Stadium                    | Foxboro Stadium                      | Spartan Stadium   | Houlihan's Stadium  |
| Capacité: 92.542      | Capacité: 80.200                  | Capacité: 60.292                     | Capacité: 30.456  | Capacité: 74.301    |
|                       |                                   |                                      |                   |                     |

### Entraîneurs
- Plusieurs mouvements ont eu lieu durant l'intersaison :
  - Glenn Myernick est nommé entraîneur des Rapids du Colorado[1]. Il remplace Roy Wegerle qui avait terminé la saison en tant qu'entraîneur intérimaire[2].
  - Frank Stapleton licencié à l'issue de la précédente saison du Revolution de la Nouvelle-Angleterre[3] est remplacé par Thomas Rongen qui quitte le Mutiny de Tampa Bay[4].
  - John Kowalski arrive au Mutiny de Tampa Bay[5].
  - Carlos Queiroz partant au Nagoya Grampus Eight, Carlos Alberto Parreira le remplace aux MetroStars de New York/New Jersey[6].

| Équipe                               | Entraîneur                                            |
| ------------------------------------ | ----------------------------------------------------- |
| Rapids du Colorado                   | Glenn Myernick                                        |
| Crew de Columbus                     | Tom Fitzgerald                                        |
| D.C. United                          | Bruce Arena                                           |
| Burn de Dallas                       | Dave Dir                                              |
| Wizards de Kansas City               | Ron Newman                                            |
| Galaxy de Los Angeles                | Lothar Osiander (10/06/1997) Octavio Zambrano         |
| Revolution de la Nouvelle-Angleterre | Thomas Rongen                                         |
| MetroStars de New York/New Jersey    | Carlos Alberto Parreira                               |
| Clash de San José                    | Laurie Calloway (23/06/1997) Brian Quinn (25/06/1997) |
| Mutiny de Tampa Bay                  | John Kowalski                                         |

## Format de la compétition
- Les 10 équipes sont réparties en 2 associations : Association Ouest (5 équipes) et l'Association Est (5 équipes).
- Toutes les équipes disputent 32 rencontres qui se répartissent comme suit :
  - 4 rencontres (deux à domicile et deux à l'extérieur) contre chaque équipe de son association
  - 4 rencontres (deux à domicile et deux à l'extérieur) contre une équipe de l'association opposée
  - 3 rencontres (deux à domicile et une à l'extérieur) contre deux équipes de l'association opposée
  - 3 rencontres (une à domicile et deux à l'extérieur) contre deux équipes de l'association opposée
- Les matchs nuls n'existent pas. En effet, en cas d'égalité à la fin du temps réglementaire, les deux équipes disputent une séance de tirs au but. Contrairement à une séance de tirs au but classique, les joueurs partent des 35 yards (environ 32 mètres du but) et ont cinq secondes pour tirer au but. La victoire vaut 3 points si elle est acquise dans le temps réglementaire et 1 point si elle est acquise aux tirs au but. La défaite vaut dans les deux cas zéro point.
- Les quatre meilleures équipes de chaque association se qualifient pour les séries éliminatoires.

## Saison régulière

### Classements des associations Ouest et Est
| Rang | Équipe                 | Pts | J  | G  | Gt | P  | Bp | Bc | Diff |
| ---- | ---------------------- | --- | -- | -- | -- | -- | -- | -- | ---- |
| 1    | Wizards de Kansas City | 49  | 32 | 14 | 7  | 11 | 57 | 51 | +6   |
| 2    | Galaxy de Los Angeles  | 44  | 32 | 14 | 2  | 16 | 55 | 44 | +11  |
| 3    | Burn de Dallas C       | 42  | 32 | 13 | 3  | 16 | 55 | 49 | +6   |
| 4    | Rapids du Colorado     | 38  | 32 | 12 | 2  | 18 | 50 | 59 | -9   |
| 5    | Clash de San José      | 30  | 32 | 9  | 3  | 20 | 55 | 59 | -4   |

| Rang | Équipe                               | Pts | J  | G  | Gt | P  | Bp | Bc | Diff |
| ---- | ------------------------------------ | --- | -- | -- | -- | -- | -- | -- | ---- |
| 1    | D.C. United T                        | 55  | 32 | 17 | 4  | 11 | 70 | 53 | +17  |
| 2    | Mutiny de Tampa Bay                  | 45  | 32 | 14 | 3  | 15 | 55 | 60 | -5   |
| 3    | Crew de Columbus                     | 39  | 32 | 12 | 3  | 17 | 42 | 41 | +1   |
| 4    | Revolution de la Nouvelle-Angleterre | 37  | 32 | 11 | 4  | 17 | 40 | 53 | -13  |
| 5    | MetroStars de New York/New Jersey    | 35  | 32 | 11 | 2  | 19 | 43 | 53 | -10  |

- MLS Supporters' Shield et qualification en séries éliminatoires
- Franchise qualifiée pour les séries éliminatoires

T : Tenant du titre

C : Vainqueur de la Coupe des États-Unis de soccer 1997 et qualification pour la Coupe des vainqueurs de coupe de la CONCACAF 1997

### Résultats
Source : Résultats de la saison

#### Matchs inter-associations
| Résultats (▼dom., ►ext.)                                   | COLO | COLU | DCU  | DAL  | KAN | LA   | N-A  | NY   | SJ   | TAM  | COLO | COLU | DCU | DAL  | KAN | LA   | N-A | NY   | SJ  | TAM  |
| Rapids du Colorado                                         |      | 2-0  | 2-5  |      |     |      | 1-2  | 2-0  |      | 2-0  |      | 2-1A |     |      |     |      | 3-0 |      |     | 2-0  |
| Crew de Columbus                                           | 2-1A |      |      | 2-1  | 1-2 | 2-0  |      |      | 2-1A |      | 0-2  |      |     | 1-2  | 4-0 |      |     |      |     |      |
| D.C. United                                                | 5-0  |      |      | 2-3A | 2-0 | 2-0  |      |      | 2-3A |      | 2-3A |      |     |      |     | 4-2  |     |      | 3-1 |      |
| Burn de Dallas                                             |      | 3-0  | 3-2A |      |     |      | 0-1  | 3-1  |      | 2-0  |      |      | 2-3 |      |     |      | 1-2 | 1-2  |     |      |
| Wizards de Kansas City                                     |      | 3-1  | 6-1  |      |     |      | 1-0A | 4-3A |      | 2-3A |      |      | 3-2 |      |     |      |     | 0-1A |     | 3-2A |
| Galaxy de Los Angeles                                      |      | 1-0  | 0-1A |      |     |      | 2-0  | 1-3  |      | 4-1  |      | 1-2  | 3-1 |      |     |      |     |      |     | 6-1  |
| Revolution de la Nouvelle-Angleterre                       | 2-1A |      |      | 3-1  | 2-1 | 1-0A |      |      | 1-5  |      |      |      |     | 3-2A | 2-0 | 1-2A |     |      |     |      |
| MetroStars de New York/New Jersey                          | 1-3  |      |      | 0-1  | 1-0 | 1-0A |      |      | 0-1  |      | 4-1  |      |     |      |     | 0-4  |     |      | 3-0 |      |
| Clash de San José                                          |      | 1-3  | 2-3  |      |     |      | 1-2A | 1-0A |      | 2-3A |      | 2-1A |     |      |     |      | 3-2 | 4-0  |     |      |
| Mutiny de Tampa Bay                                        | 2-1  |      |      | 1-3  | 2-1 | 3-2  |      |      | 3-1  |      |      |      |     | 2-1  | 0-2 |      |     |      | 3-1 |      |
| - Victoire à domicile - Match nul - Victoire à l'extérieur |      |      |      |      |     |      |      |      |      |      |      |      |     |      |     |      |     |      |     |      |

#### Matchs intra-associations

##### Association Ouest
| Résultats (▼dom., ►ext.)                                   | COLO | DAL  | KAN  | LA  | SJ   | COLO | DAL | KAN  | LA  | SJ  |
| Rapids du Colorado                                         |      | 1-0  | 3-4A | 2-1 | 3-1  |      | 2-4 | 1-2  | 1-2 | 1-2 |
| Burn de Dallas                                             | 4-1  |      | 1-2A | 0-3 | 2-1  | 4-1  |     | 1-2  | 1-3 | 3-1 |
| Wizards de Kansas City                                     | 1-0  | 2-1  |      | 3-2 | 3-2A | 5-2  | 1-3 |      | 1-0 | 1-3 |
| Galaxy de Los Angeles                                      | 2-1  | 1-2A | 1-3  |     | 2-1A | 2-0  | 2-1 | 2-0  |     | 2-3 |
| Clash de San José                                          | 1-2  | 3-1  | 2-3  | 4-1 |      | 1-3  | 0-1 | 2-3A | 2-3 |     |
| - Victoire à domicile - Match nul - Victoire à l'extérieur |      |      |      |     |      |      |     |      |     |     |

##### Association Est
| Résultats (▼dom., ►ext.)                                   | COLU | DCU  | N-A | NY  | TAM  | COLU | DCU | N-A  | NY  | TAM  |
| Crew de Columbus                                           |      | 2-3  | 1-0 | 3-0 | 0-1A |      | 2-0 | 2-1  | 2-1 | 2-1A |
| D.C. United                                                | 2-1A |      | 3-2 | 2-1 | 3-2  | 4-2  |     | 3-2A | 1-3 | 1-2  |
| Revolution de la Nouvelle-Angleterre                       | 0-2  | 0-1A |     | 3-1 | 2-1  | 1-0  | 0-1 |      | 3-2 | 4-2  |
| MetroStars de New York/New Jersey                          | 2-1  | 1-2  | 3-1 |     | 3-2  | 0-1  | 2-1 | 3-1  |     | 2-3  |
| Mutiny de Tampa Bay                                        | 3-1  | 1-2  | 4-0 | 2-1 |      | 2-1  | 1-5 | 4-0  | 1-0 |      |
| - Victoire à domicile - Match nul - Victoire à l'extérieur |      |      |     |     |      |      |     |      |     |      |

A Quand un score est suivi d'une lettre, cela signifie que le match en question s'est terminé par une séance de tirs au but. Si le score inscrit est 3-2, cela signifie que l'équipe gagnante a remporté la séance de tirs au but après un match nul 2-2 dans le temps règlementaire.

## Séries éliminatoires

### Règlement
Les demi-finales ainsi que les finales d'association se déroulent au meilleur des trois matchs avec match aller et match d'appui éventuel chez le terrain du mieux classé. En cas d'égalité à l'issue d'un match, une séance de tirs au but est alors disputée. Contrairement à une séance de tirs au but classique, les joueurs partent des 35 yards (environ 32 mètres du but) et ont cinq secondes pour tirer au but.
La finale MLS, se déroule sur un match au RFK Stadium de Washington  avec prolongation (but en or) et tirs au but pour départager si nécessaire les équipes. Les deux finalistes se qualifient pour la Coupe des champions de la CONCACAF 1998. Le vainqueur du championnat entre en quart de finale et le perdant se qualifie pour le tour préliminaire de cette compétition.

### Tableau
Entre parenthèses, figure le nombre de tirs au but.
|  | Demi-finales d'association                | Demi-finales d'association                | Demi-finales d'association | Demi-finales d'association |                         |                         | Finales d'association | Finales d'association | Finales d'association | Finales d'association |  |  | MLS Cup 1997                        | MLS Cup 1997                        | MLS Cup 1997                        | MLS Cup 1997                        |
|  |                                           |                                           |                            |                            |                         |                         |                       |                       |                       |                       |  |  |                                     |                                     |                                     |                                     |
|  | 5 et 8 octobre                            | 5 et 8 octobre                            | 5 et 8 octobre             | 5 et 8 octobre             |                         |                         | 12 et 15 octobre      | 12 et 15 octobre      | 12 et 15 octobre      | 12 et 15 octobre      |  |  | 26 octobre, RFK Stadium, Washington | 26 octobre, RFK Stadium, Washington | 26 octobre, RFK Stadium, Washington | 26 octobre, RFK Stadium, Washington |
|  | 5 et 8 octobre                            | 5 et 8 octobre                            | 5 et 8 octobre             | 5 et 8 octobre             |                         |                         | 12 et 15 octobre      | 12 et 15 octobre      | 12 et 15 octobre      | 12 et 15 octobre      |  |  | 26 octobre, RFK Stadium, Washington | 26 octobre, RFK Stadium, Washington | 26 octobre, RFK Stadium, Washington | 26 octobre, RFK Stadium, Washington |
|  | (E1) D.C. United                          | (E1) D.C. United                          | 4 - 1 (4)                  | 4 - 1 (4)                  |                         |                         | 12 et 15 octobre      | 12 et 15 octobre      | 12 et 15 octobre      | 12 et 15 octobre      |  |  | 26 octobre, RFK Stadium, Washington | 26 octobre, RFK Stadium, Washington | 26 octobre, RFK Stadium, Washington | 26 octobre, RFK Stadium, Washington |
|  | (E1) D.C. United                          | (E1) D.C. United                          | 4 - 1 (4)                  | 4 - 1 (4)                  |                         |                         | 12 et 15 octobre      | 12 et 15 octobre      | 12 et 15 octobre      | 12 et 15 octobre      |  |  | 26 octobre, RFK Stadium, Washington | 26 octobre, RFK Stadium, Washington | 26 octobre, RFK Stadium, Washington | 26 octobre, RFK Stadium, Washington |
|  | (E4) Revolution de la Nouvelle-Angleterre | (E4) Revolution de la Nouvelle-Angleterre | 1 - 1 (3)                  | 1 - 1 (3)                  |                         |                         | 12 et 15 octobre      | 12 et 15 octobre      | 12 et 15 octobre      | 12 et 15 octobre      |  |  | 26 octobre, RFK Stadium, Washington | 26 octobre, RFK Stadium, Washington | 26 octobre, RFK Stadium, Washington | 26 octobre, RFK Stadium, Washington |
|  | (E4) Revolution de la Nouvelle-Angleterre | (E4) Revolution de la Nouvelle-Angleterre | 1 - 1 (3)                  | 1 - 1 (3)                  | (E1) D.C. United        | (E1) D.C. United        | 3 - 1                 | 3 - 1                 |                       |                       |  |  | 26 octobre, RFK Stadium, Washington | 26 octobre, RFK Stadium, Washington | 26 octobre, RFK Stadium, Washington | 26 octobre, RFK Stadium, Washington |
|  | 5 et 8 octobre                            |                                           |                            |                            | (E1) D.C. United        | (E1) D.C. United        | 3 - 1                 | 3 - 1                 |                       |                       |  |  | 26 octobre, RFK Stadium, Washington | 26 octobre, RFK Stadium, Washington | 26 octobre, RFK Stadium, Washington | 26 octobre, RFK Stadium, Washington |
|  |                                           |                                           | (E3) Crew de Columbus      | (E3) Crew de Columbus      | 2 - 0                   | 2 - 0                   |                       |                       |                       |                       |  |  | 26 octobre, RFK Stadium, Washington | 26 octobre, RFK Stadium, Washington | 26 octobre, RFK Stadium, Washington | 26 octobre, RFK Stadium, Washington |
|  | (E2) Mutiny de Tampa Bay                  | (E2) Mutiny de Tampa Bay                  | (E3) Crew de Columbus      | (E3) Crew de Columbus      | 2 - 0                   | 2 - 0                   | 1 - 0                 | 1 - 0                 |                       |                       |  |  | 26 octobre, RFK Stadium, Washington | 26 octobre, RFK Stadium, Washington | 26 octobre, RFK Stadium, Washington | 26 octobre, RFK Stadium, Washington |
|  | (E2) Mutiny de Tampa Bay                  | (E2) Mutiny de Tampa Bay                  | 12 et 15 octobre           |                            |                         |                         | 1 - 0                 | 1 - 0                 |                       |                       |  |  | 26 octobre, RFK Stadium, Washington | 26 octobre, RFK Stadium, Washington | 26 octobre, RFK Stadium, Washington | 26 octobre, RFK Stadium, Washington |
|  | (E3) Crew de Columbus                     | (E3) Crew de Columbus                     | 2 - 2                      | 2 - 2                      |                         |                         |                       |                       |                       |                       |  |  | 26 octobre, RFK Stadium, Washington | 26 octobre, RFK Stadium, Washington | 26 octobre, RFK Stadium, Washington | 26 octobre, RFK Stadium, Washington |
|  | (E3) Crew de Columbus                     | (E3) Crew de Columbus                     | 2 - 2                      | 2 - 2                      | (E1) D.C. United        | (E1) D.C. United        | 2                     | 2                     |                       |                       |  |  |                                     |                                     |                                     |                                     |
|  | 4 et 8 octobre                            |                                           |                            |                            | (E1) D.C. United        | (E1) D.C. United        | 2                     | 2                     |                       |                       |  |  |                                     |                                     |                                     |                                     |
|  |                                           |                                           | (O4) Rapids du Colorado    | (O4) Rapids du Colorado    | 1                       | 1                       |                       |                       |                       |                       |  |  |                                     |                                     |                                     |                                     |
|  | (O1) Wizards de Kansas City               | (O1) Wizards de Kansas City               | (O4) Rapids du Colorado    | (O4) Rapids du Colorado    | 1                       | 1                       | 0 - 2                 | 0 - 2                 |                       |                       |  |  |                                     |                                     |                                     |                                     |
|  | (O1) Wizards de Kansas City               | (O1) Wizards de Kansas City               |                            |                            |                         |                         |                       |                       |                       |                       |  |  |                                     |                                     |                                     |                                     |
|  | (O4) Rapids du Colorado                   | (O4) Rapids du Colorado                   | 3 - 3                      | 3 - 3                      |                         |                         |                       |                       |                       |                       |  |  |                                     |                                     |                                     |                                     |
|  | (O4) Rapids du Colorado                   | (O4) Rapids du Colorado                   | 3 - 3                      | 3 - 3                      | (O4) Rapids du Colorado | (O4) Rapids du Colorado | 1 - 2                 | 1 - 2                 |                       |                       |  |  |                                     |                                     |                                     |                                     |
|  | 5 et 8 octobre                            |                                           |                            |                            | (O4) Rapids du Colorado | (O4) Rapids du Colorado | 1 - 2                 | 1 - 2                 |                       |                       |  |  |                                     |                                     |                                     |                                     |
|  |                                           |                                           | (O3) Burn de Dallas        | (O3) Burn de Dallas        | 0 - 1                   | 0 - 1                   |                       |                       |                       |                       |  |  |                                     |                                     |                                     |                                     |
|  | (O2) Galaxy de Los Angeles                | (O2) Galaxy de Los Angeles                | (O3) Burn de Dallas        | (O3) Burn de Dallas        | 0 - 1                   | 0 - 1                   | 0 (0) - 0             | 0 (0) - 0             |                       |                       |  |  |                                     |                                     |                                     |                                     |
|  | (O2) Galaxy de Los Angeles                | (O2) Galaxy de Los Angeles                |                            |                            |                         |                         |                       | 0 (0) - 0             |                       |                       |  |  |                                     |                                     |                                     |                                     |
|  | (O3) Burn de Dallas                       | (O3) Burn de Dallas                       | 0 (2) - 3                  | 0 (2) - 3                  |                         |                         |                       |                       |                       |                       |  |  |                                     |                                     |                                     |                                     |
|  | (O3) Burn de Dallas                       | (O3) Burn de Dallas                       | 0 (2) - 3                  | 0 (2) - 3                  |                         |                         |                       |                       |                       |                       |  |  |                                     |                                     |                                     |                                     |
|  |                                           |                                           |                            |                            |                         |                         |                       |                       |                       |                       |  |  |                                     |                                     |                                     |                                     |

### Résultats

#### Demi-finales d'association

##### Association Est
| 5 octobre 1997 | D.C. United                                         | 4 - 1 | Revolution de la Nouvelle-Angleterre                 |                                                                                             |                                                                                             |
|                | Wegerle 13e · Wegerle 56e · Moreno 65e · Moreno 76e |       | · 54e Squadrone · 61e Farias · 79e Burns · 89e Burns | Robert F. Kennedy Memorial Stadium, Washington Spectateurs : 12 540 Arbitrage : Tim Weyland | Robert F. Kennedy Memorial Stadium, Washington Spectateurs : 12 540 Arbitrage : Tim Weyland |
|                | Rapport                                             |       |                                                      | Robert F. Kennedy Memorial Stadium, Washington Spectateurs : 12 540 Arbitrage : Tim Weyland | Robert F. Kennedy Memorial Stadium, Washington Spectateurs : 12 540 Arbitrage : Tim Weyland |

| 8 octobre 1997                                                        | Revolution de la Nouvelle-Angleterre | 1 - 1 3 - 4 t. a. b.                                               | D.C. United                            |                                                                            |                                                                            |
|                                                                       | Galderisi 28e · McKinley 74e         |                                                                    | · 37e Moreno · 42e Sanneh · 74e Okaroh | Foxboro Stadium, Foxborough Spectateurs : 16 233 Arbitrage : Richard Grady | Foxboro Stadium, Foxborough Spectateurs : 16 233 Arbitrage : Richard Grady |
|                                                                       | Rapport                              |                                                                    |                                        | Foxboro Stadium, Foxborough Spectateurs : 16 233 Arbitrage : Richard Grady | Foxboro Stadium, Foxborough Spectateurs : 16 233 Arbitrage : Richard Grady |
| Moore · Burns · Chronopoulos · Galderisi · Naveda · Keegan · McKinley | Tirs au but 3 - 4                    | Etcheverry · Moreno · Kelderman · Agoos · Iroha · Harkes · Llamosa |                                        | Foxboro Stadium, Foxborough Spectateurs : 16 233 Arbitrage : Richard Grady | Foxboro Stadium, Foxborough Spectateurs : 16 233 Arbitrage : Richard Grady |

Le D.C. United se qualifie deux matchs à zéro.
| 5 octobre 1997 | Mutiny de Tampa Bay       | 1 - 2 | Crew de Columbus                                  |                                                                      |                                                                      |
|                | · Gilmar 35e · Gilmar 35e |       | 11e Farrell · 57e Clark · 83e Wood · 85e Warzycha | Houlihan's Stadium, Tampa Spectateurs : 8 272 Arbitrage : Noel Kenny | Houlihan's Stadium, Tampa Spectateurs : 8 272 Arbitrage : Noel Kenny |
|                | Rapport                   |       |                                                   | Houlihan's Stadium, Tampa Spectateurs : 8 272 Arbitrage : Noel Kenny | Houlihan's Stadium, Tampa Spectateurs : 8 272 Arbitrage : Noel Kenny |

| 8 octobre 1997 | Crew de Columbus                       | 2 - 0 | Mutiny de Tampa Bay                      |                                                                       |                                                                       |
|                | Dooley 8e · McBride 43e · Warzycha 73e |       | · 21e Gilmar · 22e Vasquez · 24e Kooiman | Ohio Stadium, Columbus Spectateurs : 13 102 Arbitrage : Joshua Patlak | Ohio Stadium, Columbus Spectateurs : 13 102 Arbitrage : Joshua Patlak |
|                | Rapport                                |       |                                          | Ohio Stadium, Columbus Spectateurs : 13 102 Arbitrage : Joshua Patlak | Ohio Stadium, Columbus Spectateurs : 13 102 Arbitrage : Joshua Patlak |

Le Crew de Columbus se qualifie deux matchs à zéro.

##### Association Ouest
| 5 octobre 1997                       | Galaxy de Los Angeles | 0 - 0 0 - 2 t. a. b.              | Burn de Dallas      |                                                                          |                                                                          |
|                                      | Vanney 8e · Pena 68e  |                                   | 8e Sutter · 61e Eck | Rose Bowl Stadium, Pasadena Spectateurs : 18 921 Arbitrage : Kevin Stott | Rose Bowl Stadium, Pasadena Spectateurs : 18 921 Arbitrage : Kevin Stott |
|                                      | Rapport               |                                   |                     | Rose Bowl Stadium, Pasadena Spectateurs : 18 921 Arbitrage : Kevin Stott | Rose Bowl Stadium, Pasadena Spectateurs : 18 921 Arbitrage : Kevin Stott |
| Karapetyan · Armas · Machón · Vanney | Tirs au but 0 - 2     | Sutter · Soehn · Santel · Alvarez |                     | Rose Bowl Stadium, Pasadena Spectateurs : 18 921 Arbitrage : Kevin Stott | Rose Bowl Stadium, Pasadena Spectateurs : 18 921 Arbitrage : Kevin Stott |

| 8 octobre 1997 | Burn de Dallas                                                           | 3 - 0 | Galaxy de Los Angeles      |                                                                          |                                                                          |
|                | Washington 29e · Santel 44e · Alvarez 45e · Washington 69e · Peinado 86e |       | · 44e Pena · 44e Calichman | Cotton Bowl, Dallas Spectateurs : 11 248 Arbitrage : Esfandiar Baharmast | Cotton Bowl, Dallas Spectateurs : 11 248 Arbitrage : Esfandiar Baharmast |
|                | Rapport                                                                  |       |                            | Cotton Bowl, Dallas Spectateurs : 11 248 Arbitrage : Esfandiar Baharmast | Cotton Bowl, Dallas Spectateurs : 11 248 Arbitrage : Esfandiar Baharmast |

Le Burn de Dallas se qualifie deux matchs à zéro.
| 4 octobre 1997 | Wizards de Kansas City                                  | 0 - 3 | Rapids du Colorado                       |                                                                            |                                                                            |
|                | · Pittman 35e · Tinsley 52e · Preki 84e · Rodriguez 84e |       | 25e C. Henderson · 67e Bravo · 75e Paule | Arrowhead Stadium, Kansas City Spectateurs : 10 174 Arbitrage : Brian Hall | Arrowhead Stadium, Kansas City Spectateurs : 10 174 Arbitrage : Brian Hall |
|                | Rapport                                                 |       |                                          | Arrowhead Stadium, Kansas City Spectateurs : 10 174 Arbitrage : Brian Hall | Arrowhead Stadium, Kansas City Spectateurs : 10 174 Arbitrage : Brian Hall |

| 8 octobre 1997 | Rapids du Colorado                   | 3 - 2 | Wizards de Kansas City                                                     |                                                                           |                                                                           |
|                | · Bravo 16e · Bravo 68e · Harris 83e |       | 9e Takawira · 23e Gough · 27e McKeon · 51e Okafor · 85e Klopas · 88e Preki | Mile High Stadium, Denver Spectateurs : 13 117 Arbitrage : Paul Tamberino | Mile High Stadium, Denver Spectateurs : 13 117 Arbitrage : Paul Tamberino |
|                | Rapport                              |       |                                                                            | Mile High Stadium, Denver Spectateurs : 13 117 Arbitrage : Paul Tamberino | Mile High Stadium, Denver Spectateurs : 13 117 Arbitrage : Paul Tamberino |

Les Rapids du Colorado se qualifient deux matchs à zéro.

#### Finales d'association

##### Association Est
| 12 octobre 1997 | D.C. United                            | 3 - 2 | Crew de Columbus                                                               |                                                                                             |                                                                                             |
|                 | Sanneh 9e · Díaz Arce 29e · Sanneh 45e |       | · 38e Dooley · 41e Clark · 57e Farrell · 73e Dooley · 78e Warzycha · 87e Smith | Robert F. Kennedy Memorial Stadium, Washington Spectateurs : 11 820 Arbitrage : Kevin Terry | Robert F. Kennedy Memorial Stadium, Washington Spectateurs : 11 820 Arbitrage : Kevin Terry |
|                 | Rapport                                |       |                                                                                | Robert F. Kennedy Memorial Stadium, Washington Spectateurs : 11 820 Arbitrage : Kevin Terry | Robert F. Kennedy Memorial Stadium, Washington Spectateurs : 11 820 Arbitrage : Kevin Terry |

| 15 octobre 1997 | Crew de Columbus | 0 - 1 | D.C. United                   |                                                                       |                                                                       |
|                 | Warzycha 41e     |       | · 42e Llamosa · 47e Díaz Arce | Ohio Stadium, Columbus Spectateurs : 9 506 Arbitrage : Arturo Angeles | Ohio Stadium, Columbus Spectateurs : 9 506 Arbitrage : Arturo Angeles |
|                 | Rapport          |       |                               | Ohio Stadium, Columbus Spectateurs : 9 506 Arbitrage : Arturo Angeles | Ohio Stadium, Columbus Spectateurs : 9 506 Arbitrage : Arturo Angeles |

Le D.C. United se qualifie deux matchs à zéro.

##### Association Ouest
| 12 octobre 1997 | Burn de Dallas            | 0 - 1 | Rapids du Colorado                          |                                                                 |                                                                 |
|                 | Washington 9e · Kreis 75e |       | · 38e Bravo · 38e Vermes · 42e C. Henderson | Cotton Bowl, Dallas Spectateurs : 7 376 Arbitrage : Kevin Stott | Cotton Bowl, Dallas Spectateurs : 7 376 Arbitrage : Kevin Stott |
|                 | Rapport                   |       |                                             | Cotton Bowl, Dallas Spectateurs : 7 376 Arbitrage : Kevin Stott | Cotton Bowl, Dallas Spectateurs : 7 376 Arbitrage : Kevin Stott |

| 15 octobre 1997 | Rapids du Colorado                        | 2 - 1 | Burn de Dallas           |                                                                       |                                                                       |
|                 | Patiño 2e · Kmosko 48e · S. Henderson 87e |       | · 5e Damian · 45e Webber | Mile High Stadium, Denver Spectateurs : 18 452 Arbitrage : Noel Kenny | Mile High Stadium, Denver Spectateurs : 18 452 Arbitrage : Noel Kenny |
|                 | Rapport                                   |       |                          | Mile High Stadium, Denver Spectateurs : 18 452 Arbitrage : Noel Kenny | Mile High Stadium, Denver Spectateurs : 18 452 Arbitrage : Noel Kenny |

Les Rapids du Colorado se qualifient deux matchs à zéro.

#### MLS Cup 1997
| 26 octobre 1997 | D.C. United                           | 2 - 1 | Rapids du Colorado     | Robert F. Kennedy Memorial Stadium, Washington |                                             |
|                 | Garlick 20e · Moreno 37e · Sanneh 68e |       | · 75e Paz · 86e Balboa | Spectateurs : 57 431 Arbitrage : Brian Hall    | Spectateurs : 57 431 Arbitrage : Brian Hall |
|                 | Rapport                               |       |                        | Spectateurs : 57 431 Arbitrage : Brian Hall    | Spectateurs : 57 431 Arbitrage : Brian Hall |

## Leaders statistiques (saison régulière)

### Classement des buteurs (MLS Scoring Champion)
Le classement des buteurs se calcule de la manière suivante : 2 points pour un but et 1 point pour une passe.
| Rang | Joueur               | Club                              | Buts | Passes | Points |
| ---- | -------------------- | --------------------------------- | ---- | ------ | ------ |
| 1    | Preki                | Wizards de Kansas City            | 12   | 17     | 41     |
| 2    | Jaime Moreno         | D.C. United                       | 16   | 8      | 40     |
| 3    | Raúl Díaz Arce       | D.C. United                       | 15   | 6      | 36     |
| 4    | Ronald Cerritos      | Clash de San José                 | 12   | 10     | 34     |
| 5    | Giovanni Savarese    | MetroStars de New York/New Jersey | 14   | 4      | 32     |
| 6    | Dante Washington     | Burn de Dallas                    | 12   | 6      | 30     |
| 6    | Lawrence Lozzano     | Clash de San José                 | 10   | 10     | 30     |
| 8    | Damian Alvarez Arcos | Burn de Dallas                    | 11   | 7      | 29     |
| 9    | Mark Chung           | Wizards de Kansas City            | 10   | 8      | 28     |
| 9    | Chris Henderson      | Rapids du Colorado                | 7    | 14     | 28     |

### Classement des passeurs
| Rang | Joueur              | Club                   | Passes |
| ---- | ------------------- | ---------------------- | ------ |
| 1    | Carlos Valderrama   | Mutiny de Tampa Bay    | 19     |
| 2    | Preki               | Wizards de Kansas City | 17     |
| 3    | Eddie Lewis         | Clash de San José      | 14     |
| 4    | Chris Henderson     | Rapids du Colorado     | 13     |
| 5    | Mauricio Cienfuegos | Galaxy de Los Angeles  | 12     |
| 6    | Adrián Paz          | Rapids du Colorado     | 11     |
| 6    | Eric Wynalda        | Clash de San José      | 11     |
| 6    | Marco Etcheverry    | D.C. United            | 11     |
| 6    | Robert Warzycha     | Crew de Columbus       | 11     |
| 6    | Steve Ralston       | Mutiny de Tampa Bay    | 11     |
| 6    | Tony Sanneh         | D.C. United            | 11     |

### Classement des gardiens
Il faut avoir joué au moins 1000 minutes pour être classé. Les statistiques sont faites seulement sur les matchs où les gardiens sont titulaires.
| Rang | Gardien          | Club                                 | MJ | MIN  | BE | BE/M |
| ---- | ---------------- | ------------------------------------ | -- | ---- | -- | ---- |
| 1    | Brad Friedel     | Crew de Columbus                     | 29 | 2609 | 35 | 1.21 |
| 2    | Walter Zenga     | Revolution de la Nouvelle-Angleterre | 22 | 1980 | 28 | 1.27 |
| 3    | Jorge Campos     | Galaxy de Los Angeles                | 19 | 1587 | 23 | 1.30 |
| 4    | Marcus Hahnemann | Rapids du Colorado                   | 24 | 2149 | 37 | 1.55 |
| 5    | Mike Ammann      | Wizards de Kansas City               | 29 | 2597 | 45 | 1.56 |
| 6    | Mark Dodd        | Burn de Dallas                       | 30 | 2700 | 48 | 1.60 |
| 7    | Tony Meola       | MetroStars de New York/New Jersey    | 30 | 2683 | 48 | 1.61 |
| 8    | David Kramer     | Clash de San José                    | 21 | 1831 | 33 | 1.62 |
| 9    | Scott Garlick    | D.C. United                          | 13 | 1170 | 22 | 1.69 |
| 10   | Dave Salzwedel   | Clash de San José                    | 18 | 1620 | 33 | 1.83 |

## Récompenses individuelles

### Récompenses annuelles
| Trophée                            | Joueur              | Club                   |
| ---------------------------------- | ------------------- | ---------------------- |
| Meilleur joueur (saison régulière) | Preki               | Wizards de Kansas City |
| Meilleur joueur (finale MLS)       | Jaime Moreno        | D.C. United            |
| Meilleur buteur                    | Preki (41 points)   | Wizards de Kansas City |
| Meilleur défenseur                 | Eddie Pope          | D.C. United            |
| Meilleur gardien                   | Brad Friedel        | Crew de Columbus       |
| Meilleur rookie                    | Mike Duhaney        | Mutiny de Tampa Bay    |
| Meilleur entraîneur                | Bruce Arena         | D.C. United            |
| Meilleur arbitre                   | Esfandiar Baharmast |                        |
| Meilleur but                       | Marco Etcheverry    | D.C. United            |
| Trophée du fair-play (joueur)      | Mark Chung          | Wizards de Kansas City |
| Trophée du fair-play (équipe)      |                     | Crew de Columbus       |

### Joueur du mois
| Mois      | Joueur       | Club                                 |
| --------- | ------------ | ------------------------------------ |
| Avril     | Jaime Moreno | D.C. United                          |
| Mai       | Alain Sutter | Burn de Dallas                       |
| Juin      | John Harkes  | D.C. United                          |
| Juillet   | Wélton       | Galaxy de Los Angeles                |
| Août      | Brad Friedel | Crew de Columbus                     |
| Septembre | Walter Zenga | Revolution de la Nouvelle-Angleterre |

### Joueur de la semaine
| Semaine    | Joueur             | Club                                 |
| ---------- | ------------------ | ------------------------------------ |
| Semaine 1  | Dave Salzwedel     | Clash de San José                    |
| Semaine 2  | Giuseppe Galderisi | Mutiny de Tampa Bay                  |
| Semaine 3  | Carlos Valderrama  | Mutiny de Tampa Bay                  |
| Semaine 4  | Raúl Díaz Arce     | D.C. United                          |
| Semaine 5  | Dante Washington   | Burn de Dallas                       |
| Semaine 6  | Roberto Donadoni   | MetroStars de New York/New Jersey    |
| Semaine 7  | Doctor Khumalo     | Crew de Columbus                     |
| Semaine 8  | Steve Ralston      | Mutiny de Tampa Bay                  |
| Semaine 9  | Damian Alvarez     | Burn de Dallas                       |
| Semaine 10 | Chiquinho Conde    | Revolution de la Nouvelle-Angleterre |
| Semaine 11 | Alberto Naveda     | Revolution de la Nouvelle-Angleterre |
| Semaine 12 | Preki              | Wizards de Kansas City               |
| Semaine 13 | Eric Wynalda       | Clash de San José                    |
| Semaine 14 | Preki              | Wizards de Kansas City               |
| Semaine 15 | Gilmar             | Mutiny de Tampa Bay                  |
| Semaine 16 | Paul Bravo         | Rapids du Colorado                   |
| Semaine 17 | Tab Ramos          | MetroStars de New York/New Jersey    |
| Semaine 18 | Dante Washington   | Burn de Dallas                       |
| Semaine 19 | Antony de Ávila    | MetroStars de New York/New Jersey    |
| Semaine 20 | Gilmar             | Mutiny de Tampa Bay                  |
| Semaine 21 | Wolde Harris       | Rapids du Colorado                   |
| Semaine 22 | Thomas Dooley      | Crew de Columbus                     |
| Semaine 23 | Giovanni Savarese  | MetroStars de New York/New Jersey    |
| Semaine 24 | Marco Etcheverry   | D.C. United                          |
| Semaine 25 | Eduardo Hurtado    | Galaxy de Los Angeles                |
| Semaine 26 | Cobi Jones         | Galaxy de Los Angeles                |
| Semaine 27 | Jose Vasquez       | Galaxy de Los Angeles                |
| Semaine 28 | Marcelo Balboa     | Rapids du Colorado                   |

## Bilan
| Major League Soccer 1997                                         |                                       |
| Champion                                                         | D.C. United (2e titre)                |
| Play-offs                                                        | D.C. United                           |
| Play-offs                                                        | Wizards de Kansas City                |
| Play-offs                                                        | Mutiny de Tampa Bay                   |
| Play-offs                                                        | Galaxy de Los Angeles                 |
| Play-offs                                                        | Burn de Dallas                        |
| Play-offs                                                        | Crew de Columbus                      |
| Play-offs                                                        | Rapids du Colorado                    |
| Play-offs                                                        | Revolution de la Nouvelle-Angleterre  |
| Coupes et trophées                                               |                                       |
| Vainqueur de la Coupe des États-Unis 1997                        | Burn de Dallas                        |
| Qualifications continentales                                     |                                       |
| Coupe des champions de la CONCACAF 1998                          | D.C. United (quart de finale)         |
| Coupe des champions de la CONCACAF 1998                          | Rapids du Colorado (match de barrage) |
| Coupe des vainqueurs de coupe de la CONCACAF 1997 (phase finale) | Burn de Dallas                        |